# Панчин, Александр Юрьевич
Алекса́ндр Ю́рьевич Па́нчин (род. 19 мая 1986, Москва, СССР) — российский биолог, популяризатор науки, научный журналист, писатель и блогер. Кандидат биологических наук (2011).
Старший научный сотрудник Института проблем передачи информации имени А. А. Харкевича РАН. Член Комиссии РАН по борьбе с лженаукой. Участник организационного комитета и экспертного совета Премии имени Гарри Гудини. Член совета просветительского фонда «Эволюция». Лауреат премии «Просветитель» за книгу «Сумма биотехнологии». В 2017 году вошёл в список «75 самых уважаемых людей страны» по версии журнала «Русский репортёр». Финалист премии «За верность науке — 2017». Лауреат литературной премии имени Александра Беляева за антиутопию «Апофения» о мире, где мифы и заблуждения окончательно победили науку.
Занимается популяризацией науки, в частности просвещением в вопросе безопасности продуктов на основе генетически модифицированных организмов. Ведёт блог на платформе «Живой Журнал», является автором научно-популярных статей в ряде российских изданий, приглашается в качестве эксперта на радио- и телепрограммы.
В 2018 году вышла книга Александра «Защита от тёмных искусств. Путеводитель по миру паранормальных явлений». В 2021 году книга Александра Панчина «Сумма биотехнологий» получила высокие оценки экспертов программы «Всенаука», благодаря чему попала в число научно-популярных книг, которые в рамках проекта «Дигитека» распространяются в электронном виде бесплатно для всех читателей.

## Биография
Родился 19 мая 1986 года в Москве. Отец — Юрий Валентинович Панчин, доктор биологических наук, заведующий Лабораторией изучения информационных процессов на клеточном и молекулярном уровнях в Институте проблем передачи информации РАН. Мать — Надежда Александровна Панчина.
Обучался в московских школах № 791 и № 1543 (с 1997 по 2003 год). В 2003 году поступил на факультет биоинженерии и биоинформатики Московского государственного университета, который окончил в 2008 году.
С 2008 года работает в Институте проблем передачи информации имени А. А. Харкевича РАН. В 2011 году там же под научным руководством кандидата биологических наук И. И. Артамоновой защитил диссертацию на соискание учёной степени кандидата биологических наук по теме «Исследование общих закономерностей эволюции генома человека при дупликации генов и точечном мутагенезе» (специальность 03.01.09 — математическая биология, биоинформатика). Официальные оппоненты: кандидат физико-математических наук, доктор биологических наук, профессор А. А. Миронов и доктор биологических наук С. Э. Спиридонов. Ведущая организация — Государственный НИИ генетики и селекции промышленных микроорганизмов.
С 2016 года является членом Комиссии РАН по борьбе с лженаукой и фальсификацией научных исследований.
Член экспертного совета Премии имени Гарри Гудини.

## Популяризаторская деятельность
С 2008 года занимается просветительской деятельностью. В качестве научного журналиста сотрудничал с такими изданиями, как «Новая газета», «Популярная механика», «Вокруг света», «Forbes», «Троицкий вариант — Наука», «СПИД.Центр».
В 2015 году издательство Corpus совместно с фондом «Эволюция» выпустило его научно-популярную книгу «Сумма биотехнологии». Эта книга стала победителем премии «Просветитель» 2016 года в номинациях «Естественные и точные науки» и «Народный выбор».
В своём блоге, книге и лекциях Александр Панчин критикует заявления об опасности генетически модифицированных организмов, в частности исследования Жиля-Эрика Сералини и Ирины Ермаковой. Лекции затрагивают тему генетической инженерии и других биотехнологий, ошибок мышления, старения, молекулярной биологии и теории эволюции. Ведёт активную борьбу с псевдонауками, критикует клерикализацию и креационизм.
Панчин не раз говорил о том, что не стоит бояться ГМО, и считает направленное против них движение лженаучным. Был опубликован обзор в журнале «Critical reviews in biotechnology», где Александр Панчин вместе с Александром Тужиковым из ИППИ РАН разобрали несколько нашумевших работ о вреде ГМО. После этого ОАГБ ответила на обзор ИППИ РАН, и Панчин в своём блоге в ЖЖ опубликовал критику статьи ОАГБ, назвав пост «Ответ на критику критики работ о вреде ГМО». Кроме того, Панчин решительно выступает против гомеопатии, экстрасенсорики, скептически относится к акупунктуре и другим подобным методам. Несколько раз был на теле- и радиоканалах, таких как: «ТВЦ», «ОТР», «Комсомольская правда», «Говорит Москва», «Первый канал», передача Дмитрия Пучкова «Разведопрос» и многих других. Неоднократно в качестве докладчика принимал участие в работе научно-просветительского форума «Учёные против мифов», организованного научно-просветительским порталом «Антропогенез.ру».
Принимал участие в передаче «Не верю» на телеканале «Спас», где дискутировал с протоиереем Алексеем Батаноговым и православным публицистом Сергеем Худиевым (с которым потом спорил и на своём канале в YouTube) на тему существования Бога.
С октября 2023 года на своём YouTube-канале запустил цикл видео, в которых критически разбирает темы гомеопатии, эволюции, ГМО, астрологии и так далее.
В 2025 опубликовал новую книгу «Immortality or Death: From Entropy to Eternity» о продлении жизни. В том же 2025 году заявил о создании новой «научной» религии нуллианство, основанной на познании.

## Общественная позиция
Выступает против гомофобии, одобряет разрешение однополых браков и усыновление детей однополыми парами.
24 февраля 2022 года подписал открытое письмо российских учёных и научных журналистов с осуждением вторжения России на Украину и призывом вывести российские войска с украинской территории.

### Книги
- Панчин А. Ю. Сумма биотехнологии: руководство по борьбе с мифами о генетической модификации растений, животных и людей. — М.: АСТ, Corpus, 2016. — 428 с. — 4000 экз. — ISBN 978-5-17-093602-1.
- Панчин А. Ю. Защита от тёмных искусств: путеводитель по миру паранормальных явлений. — М.: АСТ, Corpus 2018. — 396 с. 5000 экз. ISBN 978-5-17-982690-3
- Панчин А. Ю. Апофения. — СПб.: Питер, 2019. — 256 с. ISBN 978-5-4461-1086-5
- Панчин А. Ю. Гарвардский некромант. — СПб.: Питер, 2021. — 256 с. ISBN 978-5-4461-1487-0

### Статьи
По базам научного цитирования (Scopus, РИНЦ)
- Panchin, A.Y. Human trash ESTs — Sequences from cDNA collection that are not aligned to genome assembly :  [англ.] / A. Y. Panchin,  S. A. Lukyanov, Y. B. Lebedev [et al.] // Журнал биоинформатики и вычислительной биологии[англ.]. — 2008. — Vol. 6, № 4. — P. 759—773. — doi:10.1142/S0219720008003709.
- Panchin, A. Y. Asymmetric and non-uniform evolution of recently duplicated human genes :  [англ.] / A. Y. Panchin, M. S. Gelfand, I. I. Artamonova, V. E. Ramensky // Biology Direct[англ.]. — 2010. — Vol. 5. — P. 54. — doi:10.1186/1745-6150-5-54.
- Mitrofanov, S. I. Exclusive sequences of different genomes :  [англ.] / S. I. Mitrofanov, A. Y. Panchin, Y. V. Panchin [et al.] // Журнал биоинформатики и вычислительной биологии[англ.]. — 2010. — Vol. 8, № 3. — P. 519—534. — doi:10.1142/S0219720010004719.
- Panchin, A. Y. New words in human mutagenesis :  [англ.] / A. Y. Panchin,  S. I. Mitrofanov, Y. V. Panchin [et al.] // BMC Bioinformatics[англ.]. — 2011. — Vol. 12. — P. 268. — doi:10.1186/1471-2105-12-268.
- Panchin, A. Y. Toxicity of roundup-tolerant genetically modified maize is not supported by statistical tests :  [англ.] // Food and Chemical Toxicology[англ.]. — 2013. — Vol. 53. — P. 475. — doi:10.1016/j.fct.2012.10.039.
- Medvedeva, S. A. Comparative analysis of context-dependent mutagenesis in humans and fruit flies / S. A. Medvedeva, A. Y. Panchin, A. V. Alexeevski [et al.] // International Journal of Genomics. — 2013. — Vol. 2013. — P. 173616. — doi:10.1155/2013/173616.
- Medvedeva, S. A. Comparative analysis of context-dependent mutagenesis using human and mouse models :  [англ.] / S. A. Medvedeva, A. Y. Panchin, A. V. Alexeevski [et al.] // BioMed Research International[англ.]. — 2013. — Vol. 2013. — P. 989410. — doi:10.1155/2013/989410.
- Tuzhikov, A. TUIT, a BLAST-based tool for taxonomic classification of nucleotide sequences :  [англ.] / A. Tuzhikov, A. Panchin, V. I. Shestopalov // BioTechniques[англ.]. — 2014. — Vol. 56, № 2. — P. 78—84. — doi:10.2144/000114135.
- Panchin, A. Y. Midichlorians — the biomeme hypothesis: Is there a microbial component to religious rituals? :  [англ.] / A. Y. Panchin, A. I. Tuzhikov, Y. V. Panchin // Biology Direct[англ.]. — 2014. — Vol. 9, № 1. — P. 14. — doi:10.1186/1745-6150-9-14. (на русском языке)
- Panchin, A. A Statistical Error in: "Analysis of Caecal Microbiota in Rats Fed with Genetically Modified Rice by Real-Time Quantitative PCR" :  [англ.] // Journal of Food Science[англ.]. — 2015. — Vol. 80, no. 11. — P. viii–ix. — doi:10.1111/1750-3841.12604.
- Панчин, А. Ю. Вопреки мнению научного сообщества // Природа. — 2015. — № 3 (1195). — С. 94—95. — ISSN 0032-874X.
- Panchin, A. Y. Published GMO studies find no evidence of harm when corrected for multiple comparisons :  [англ.] / A. Y. Panchin, A. I. Tuzhikov // Критические обзоры в биотехнологии[англ.]. — 2017. — Vol. 37. — P. 213—217. — PMID 26767435.